# ليلي ك.
ليلي ك. (بالإنجليزية: Lili K.)‏ هي عازفة الجاز أمريكية، ولدت في 1 يوليو 1991 في ويسكونسن في الولايات المتحدة.

## وصلات خارجية
- الموقع الرسمي
- ليلي ك. على موقع ميوزك برينز (الإنجليزية)
- ليلي ك. على موقع ديسكوغز (الإنجليزية)